# Babayaga
Babayaga ist eine deutsche Ska- und Reggae-Band.

## Bandgeschichte
Babayaga wurde 2001 in Jena gegründet, man orientierte sich stilistisch zunächst an Funk und Reggae. Im Jahr 2002 erschien das Debütalbum Immer nur Rhythmus. Nach mehreren Umbesetzungen wurde 2006 das zweite Album Heiss veröffentlicht, dabei kamen erstmals Ska-Elemente stärker zur Geltung. Das Album wurde von der Kritik sehr positiv aufgenommen. Es folgten zahlreiche Konzerte im gesamten Bundesgebiet. Im Jahr 2010 wurde Babayaga von Skanky’Lil Records, dem in Antwerpen ansässigen Label des britischen Ska-Musikers Mark Foggo, unter Vertrag genommen. Dort erschien das dritte Album Funky Drop (Skanky´Lil Records / Cargo Records), das ebenfalls positive Kritiken erhielt. In den Jahren 2010 und 2011 war die Band, neben eigenen Konzerten, auch mehrfach als Backing Band für Mark Foggo auf Tour.

## Diskografie
- 2002: Immer nur Rhythmus
- 2006: Heiss
- 2010: Funky Drop
- 2017: Night Owl